# Paços do Concelho da Ribeira Grande

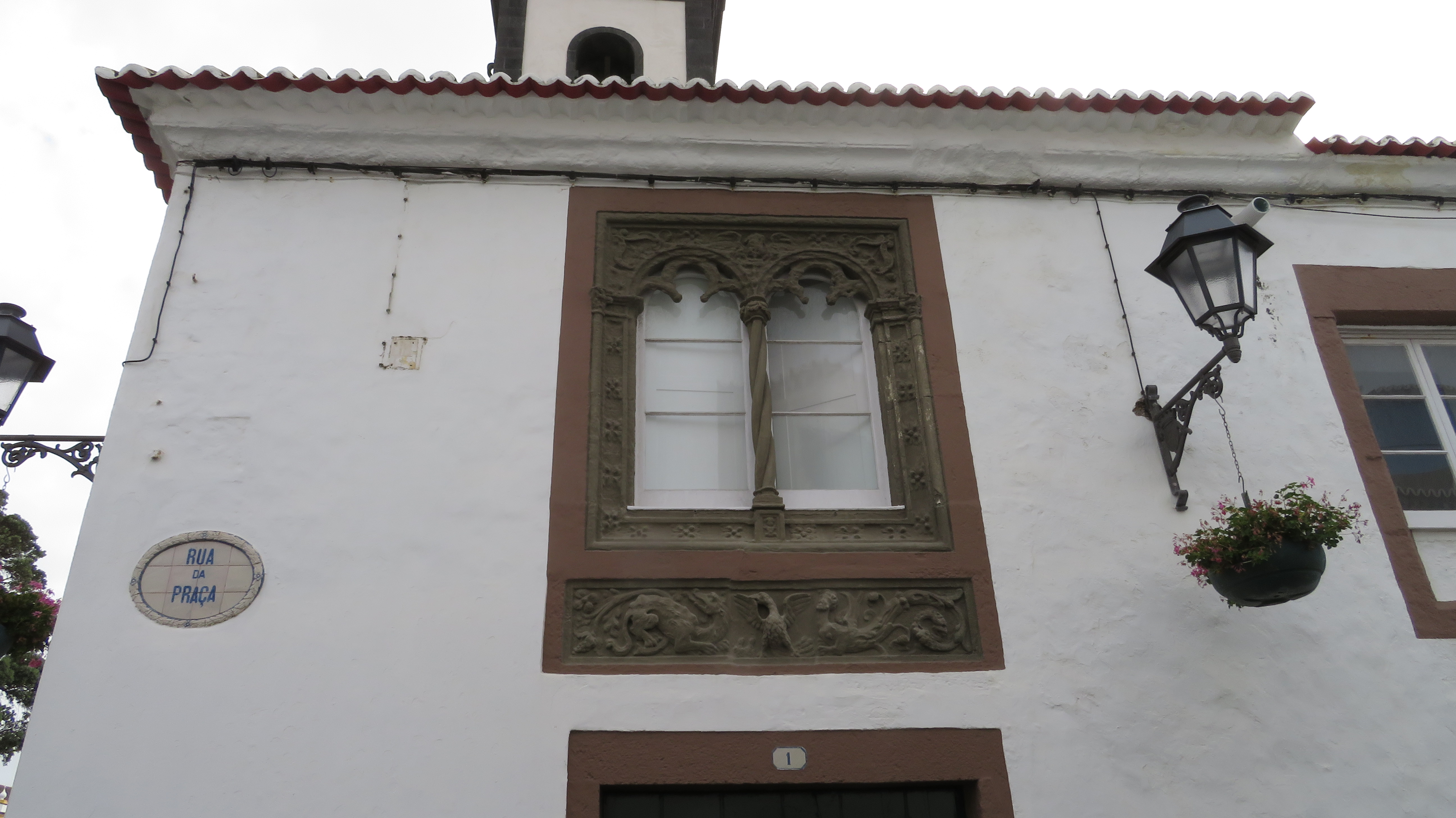
Janela no estilo manuelino

Os Paços do Concelho da Ribeira Grande, ou Câmara Municipal da Ribeira Grande, constitui um imóvel de grandes dimensões localizado numa posição privilegiada no centro da cidade da Ribeira Grande, ilha de São Miguel, Açores.
A Câmara Municipal da Ribeira Grande está classificada como Imóvel de Interesse Público desde 1984.
Esta Câmara tem um período de construção que se estendeu do século XVI ao século XVII. 
Apresenta uma escadaria exterior e uma alta torre do relógio, elementos característicos às construções municipais dessa época, sendo atravessado pela via publica que lhe passa por debaixo através de uma arcada. O edifício tem uma janela no estilo manuelino
No interior é possível observar a antiga pedra do Pelourinho, bem como uma colecção de retratos dos Chefes-de-Estado de Portugal que se inicia com a rainha D. Maria II de Portugal e vem até ao presente.
A fundação da Câmara data de 4 de Agosto de 1507 e a primeira acta de sessão camarária conservada no arquivo municipal data de 5 de Janeiro de 1555.